# ЗіУ-683
ЗіУ-683, також відомий як ЗіУ-10 — 17-метровий відомий зчленований тролейбус серії «ЗіУ», що випускався на заводі Імені Урицького (нині ЗАО «Тролза») серійно з 1986 по 2002 роки. Широко використовується у Росії, Україні, на Балканах та у більшості країн СНД і навіть поставлявся у Аргентину. Є «довгою» версією ЗіУ-682, іноді обрізався під ЗіУ-682. Його прямий наступник — ЗіУ-6205, на якому застосовувалася більшість його деталей. Протягом виробництва було виготовлено кілька модифікацій, що модернізувалися з кожним роком серійного випуску.

## Модель

### Створення

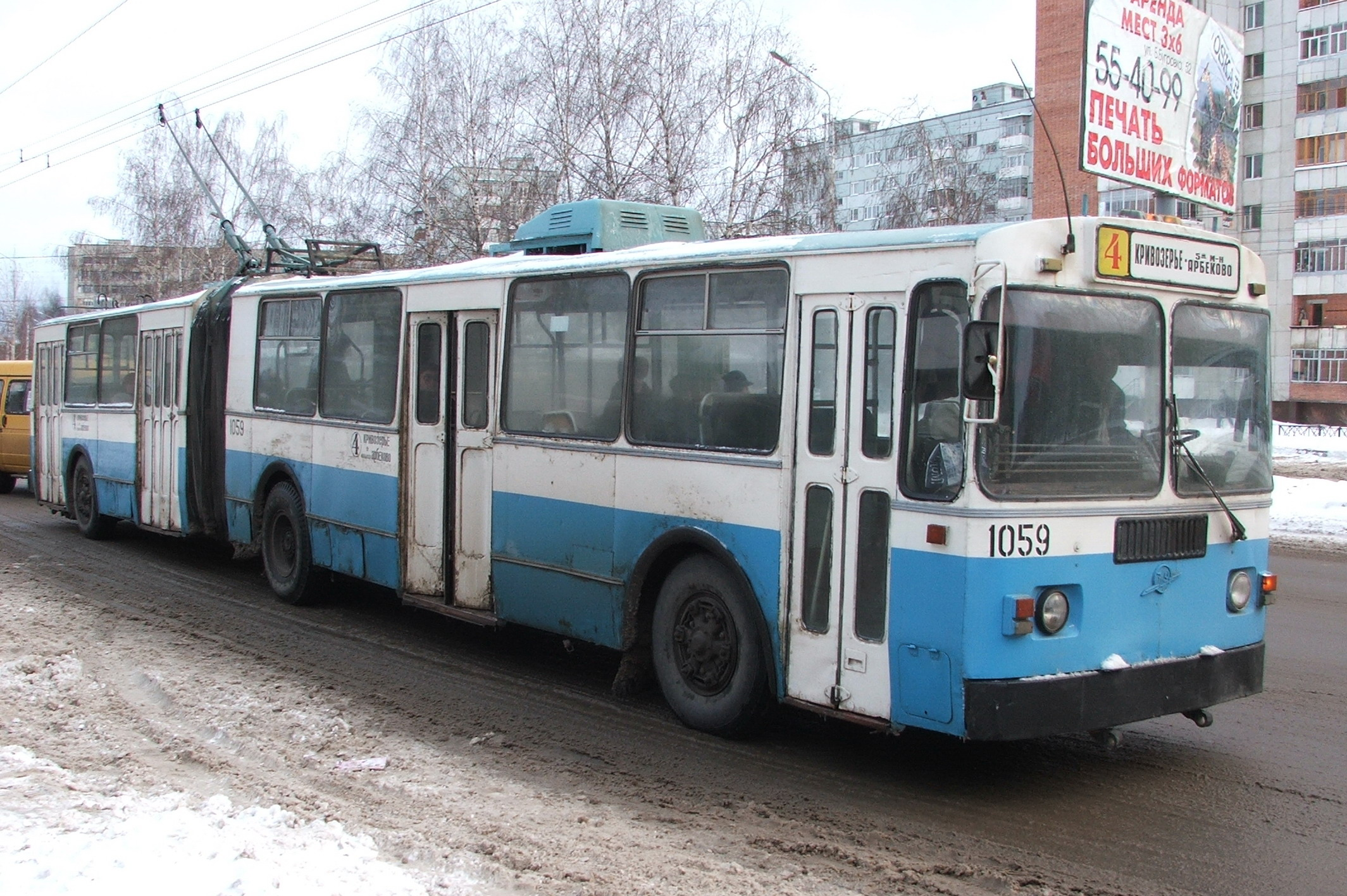
ЗіУ-6205, перехідний, ще не рестайлінгований TROLZA

Перші дослідні зчленовані машини ЗіУ-10 (683) почали з'являтися на заводі імені Урицького у 1978 році. Їхнім зразком, проте не прототипом став ще один відомий 24-метровий тролейбус СВАРЗ ТС, що вироблявся у Москві у 1960-х та мав неабияко високу пасажиромісткість до 300 і більше чоловік. На той час експлуатувалися моделі ЗіУ-682 (ЗіУ-9), які і стали основою для зчленованих 683-х моделей. Перший випущений ЗіУ-683 тестувався у Саратові і Енгельсі, де був зібраний, у 1980 році був відправлений для експлуатації у Москву. Загально цей тролейбус не сильно вирізнявся від новіших або серійних випусків, мав реостатно-контакторну систему керування електроустаткуванням, що було дуже громіздким та розганявся до 45 км/год. У 1982 випустили дослідну машину з тиристо-імпульсною системою керування (ТІСК), проте мав проблеми з керуванням, і його віддали назад на завод.

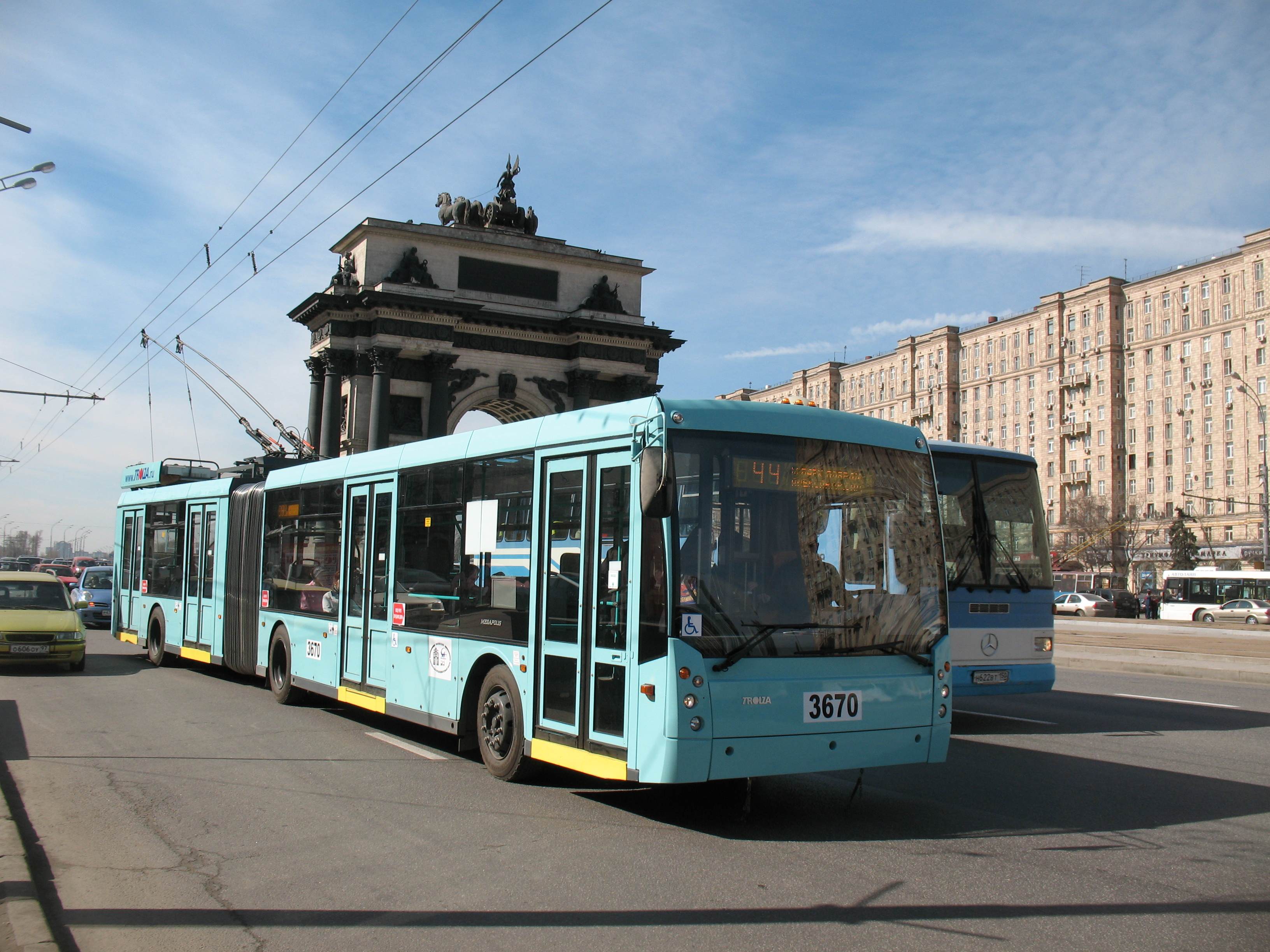
TROLZA 6206, цілком новий зчленований тролейбус, далекий нащадок ЗіУ-683

Найперший ЗіУ-10 пропрацював 9 років до 1987. З 1986 року налагодилося серійне виробництво моделей ЗіУ-683 оснащених двигунами «Динамо». З кінця 1980-х, ЗіУ перейшов на випуск модифікації ЗіУ-683БОО з ТІСК, що мали покращений вигляд та потужніше освітлення. Реостатно контактроні тролейбуси ЗіУ-683В01 трималися до 1995 року. З початком 1991 ЗіУ-683 у різних модифікаціях почали експортуватися на Балкани, Польщу, Україну та інші країни СНД, також у Грецію та навіть до Аргентини. Реостатно-контакторні тролейбуси мали ваду у громіздкому обладнанні, що займало ледь не половину даху першої секції та більшу частину другої разом з тролеями та системою керування ними. Нетривала зупинка у виробництві сталася у 1992 році, коли розпався СРСР. У 1993 році почали з'являтися випуски ЗіУ 6205, що мали ряд покращень і модифікацій.
У 2002 році Енегельський завод імені Урицького був перейменований у ЗАО «TROLZA»; а випуск моделей з назвами ЗіУ був остаточно згорнутий. Проте найновіша модель ЗіУ-683 під назвою ЗіУ-6205 була залишена: її значно модернізували новими ходовими частинами та тривкішим кузовом, присвоївши їй індекс TROLZA 6205, проте часто ця модель фігурувала як ЗіУ-6205. Модель ЗіУ-682, що стала коротким аналогом зчленованого тролейбуса теж була модернізована і введена у експлуатацію під назвою TROLZA 5264-01.

### Опис моделі
Зовнішній вигляд ЗіУ-683 не сильно змінюється протягом загально виробництва. Його довжина становить 17.4—17.5 метра (без урахування того, що при опущених токоприйомниках вони виходять за габарити сантиметрів на 20), ширина 2.51—2.52 метра відповідно до різновиду, 2.52 у ширину мав ЗіУ-683БОО і висота 3.31 метра (з опущеними тролеями). Зпереду, тролейбус має величезного розміру бампер, що зварний з цинку та сталі, лобові вікна у нього невеликого розміру, склоочисники важільні, можуть зніматися або відключатися за потреби. Фари у тролейбуса одинарні, проте достатьно потужні для їзди уночі, також є невеличкі протитуманні фари поряд з показниками поворотів. Цікавий факт: таку будову передка використовували при побудові вантажного тролейбуса КТГ-1. Дах у тролейбуса округлий, непрямий. При ТІСК майже усе електрообладнання укомплектовується на заднє звено до штанг та токоприймачів, проте у реостатно-контакторній системі керування електрообладнання дуже громіздке і займає до 50 відсотків простору да даху передньої секції; тролеї та їх комплекція розташовані на задній секції. По боках, тролейбус обшитий цинком та зазвичай пофарбований у прості кольори. Підвіска тролейбуса пневмачтино ресорсна (у більшості випадків) або механічна (найперші варіанти). Механічна підвіска була дуже незручною, і тролейбуси з такою підвіскою швидко псувалися та зношувалися за 9—10 років, у той час як з пневморесорсною підвіскою строк кузова значно підвищується і такі тролейбуси здатні пролужити і до 40 років. Задок тролейбуса також має величезний громіздкий бампер, задні фари та 2 габаритні вогні. Пофарбування тролейбусів зазвичай просте, з ясравими однотонними кольорами, зачасту їх фарбували так, як і технічні тролейбуси (форма країв кольорів), проте їм діставалися тусклочервоний, синій, зелений, чорний та білий кольори.
Конструкція та побудова салону була звична для радянських тролейбусів — довгастий салон і ширмові двері, що відкривалися електропневмоприводом, проте нині не оснащені протизащемлюваним приводом або системою «повіртяного ключа». Усього дверей 4, вони усі двостворчасті за винятком передніх, досить частою проблемою цього тролейбуса стало заїдання приводів відкриття дверей розсувного типу і як наслідок поламки дверних приводів та великі незручності для пасажирів. У обох секціях по двоє дверей, які пришвидшують вхід та вихід пасажирів з салону. Тролейбус високопідлоговий з двома сходинками, що ведуть до салону. Сидіння м'які, диванного типу, одинарні з лівого боку та подвійні з правого боку; усього цих місць, як для радянського тролейбуса було багато: 44—49 штук. На задній секції більшість крісла подвіні, встановлюють подвійні з лівого боку а одинарні з правого, хоча у першій секції усе навпаки. Це пов'язане з тим, що з правого боку у задній секції розташовуються двері. Підлога прибита або низькоякісною резиною за допомогою шурупів або ж лінолеумом. Гормошка у тролейбуса горфрова, проте зчленувальний вузол дозволяє переходити з секції у секцію і стояти на зчленувальному вузлі. У тролейбусі встановлено велику кількість горизонтальних і вертикальних поручнів, спеціально виділених збірних площадок, як таких немає, проте такими номінальними вважаються площадки біля дверей, у частності біля зчленувальної гормошки. У тролейбусі потужна вентиляція через 4 люки а також кватирки на роздільних бокових вікнах. Велику незручність приносили найперші тролейбуси ЗіУ-683 узимку: у них було дуже холодно. Тоді було встановлено 3 калорифери у салоні по 4 кіловат кожен, що давали достатній обігрів. Кабіна водія відоокремлена від салону, у ній встановлено додатковий калорифер. Загалом керування цього тролейбуса доволі складне, не останню чергу через тяжке для повертання кермо та мінімум показникових приладів. Панель з вимикачами перенесли на праву сторону від водія. Кермо типу «гвинт-гайка», механічне, з гідропідсилювачем. Стеля у тролейбусі висока — 195—220 см залежно від різновиду.
Достоїнства тролейбуса ЗіУ-683:
- велика пасажиромісткість
- хороший обдув і опалення
- зручні крісла
- неприхітливість та зручність у експлуатації для перевезення вилких мас людей
- загальний ресурс роботи кузова і двигуна більше 20 років
- ТІСК економить витрачену електроенергію
- гормшока угорського виробництва Ikarus, що застосовувалися на відомих угорських зчленованих автобусах «Ikarus 280»

Недоліки тролейбуса ЗіУ-683:
- громіздкість електрообладання
- висока підлога не завжди добре амортизується пневморесорсною підвіскою при струсці
- тролейбусом складно керувати через тяжке рульове кермо
- неприємний загальний вигляд тролейбуса
- не рекомендовано високу швидкість пересування
- часті дрібні поламки показникових приладів і їх відсутність
- незручність планування місця водія у кабіні; та приладів (важільних вмикачів яких понад 30 на панелі) які заважають під час руху
- лише спідометр з показникових приладів (остання відмітка — 80 км/год), включаючи часті його поламки та неправильні покази

### Модифікації
- ЗіУ-683 — (1978—2002) базова модифікація
- ЗіУ-683БОО — модифікація ЗіУ-683 (1982—1995), оснащена ТІСК
- ЗіУ-683Б01 — модифікація ЗіУ-683 (1989—1995)
- ЗіУ-6205 — оновлена модифікація ЗіУ-683 (1993—2002), перехідна від ЗіУ до Тролза
- Тролза-6205 — перша зі зчленованих машин "Тролза" після перейменування заводу, є рестайлінгом ЗіУ-6205, значно оновлена новими запчастинами

## Технічні характеристики

### Загальні дані
| Модифікація                                            | ЗіУ-683                                                                 |
| Тип                                                    | зчленований тролейбус                                                   |
| Проект виробництва, рік                                | 1978                                                                    |
| Серійне виробництво, з року                            | 1986                                                                    |
| Роки серійно виробництва, роки                         | 1986—2002                                                               |
| Виготовлена кількість моделей за час виробництва, штук | не менше 1000                                                           |
| Модифікації ЗіУ-683                                    | ЗіУ-683БОО; ЗіУ-683Б01; ЗіУ-6205 а також оновлені моделі з ЗАО «TROLZA» |
| Попередник                                             | ЗіУ-682 (ЗіУ-9)                                                         |
| Наступник                                              | Номінально ЗіУ-6205, наступник з ЗАО «Тролза» — Тролза-6206 «Мегаполіс» |

### Характеристики кузова і габарити
| Тип кузова                                                                                | двохзвенний (тобто зчленований), центральнометалічний, несучний                              |
| Об,ивка кузова                                                                            | сталь, цинк, полімерна фарба (остання опція використовується досить рідко)                   |
| Довжина, мм (чиста, без урахування тролеїв, штанг та бамперів)                            | 17506                                                                                        |
| Тотальна довжина, мм (з урахуванням штанг, тролеїв та бамперів)                           | 18125                                                                                        |
| Ширина, мм (модлінг, тобто бокові юбки; при їх відсутності мається на увазі край обшивки) | 2515                                                                                         |
| Висота, мм                                                                                | 3310                                                                                         |
| Колісна база (приведено тягач і задню секцію)                                             | 5025 (передня секція) 6341 (задня секція)                                                    |
| Кліренс (дорожній просвіт), мм                                                            | 821                                                                                          |
| Гармошка                                                                                  | гофрова, завдяки вузлові зчленування можливо стояти на ньому та переходити з секції у секцію |
| Кут прогину тролейбуса °                                                                  | 12 (продольний вертикальний) 70 (продольний горизонтальний) 5 (поперечний)                   |
| Максимальний кут повороту гармошки, °                                                     | 38                                                                                           |
| Ресурс кузова, роки, не менше ніж                                                         | 20—25                                                                                        |
| Мінімальний радіус повороту, метри                                                        | 12                                                                                           |
| Споряджена маса, кг                                                                       | 14660                                                                                        |
| Повна маса, кг                                                                            | 25890                                                                                        |
| Навантаження на осі при порожньому салоні, кг, 1/2/3                                      | 5100/5460/4100                                                                               |
| Навантаження на осі при порожньому салоні, кг, 1/2/3                                      | 7540/10600/7750                                                                              |

### Салон і кабіна водія
| Двері                                    | Ширмові, двостворчасті крім передніх (1—2—2—2), відкриваються як зсувні               |
| Ширина дверей, мм                        | 826 (1) 1426 (2,3,4)                                                                  |
| Засіб відкриття дверей                   | електропневмопривод                                                                   |
| Висота салону над проїжджою частиною, см | 92                                                                                    |
| Настил підлоги                           | низькоякісні листи резини або лінолеум                                                |
| Сидіння                                  | м'які, диванного типу або одинарні, з добре вичищуваного матеріалу                    |
| Поручні (загально)                       | сталеві, розташовані у великій кількості по усьому салону                             |
| Поручні (горизонтальні)                  | розташовані уздовж усього салону крім дверних прорізів                                |
| Поручні (вертикальні)                    | розташовані біля дверей та номінальних збірних площадок                               |
| Сидячих місць, штук                      | 44—49 (залежно від модифікації)                                                       |
| Розподіл сидінь між секціями             | 20 — задня секція 24—29 — передня                                                     |
| Загальна пасажиромісткість, чол          | 164                                                                                   |
| Опалення (салон)                         | електрокалориферне, 3 калорифери по 4 кіловат                                         |
| Вентиляція (салон)                       | через люки або кватирки                                                               |
| Кабіна                                   | відокремлена від салону                                                               |
| Опалення (кабіна водія)                  | 1 електрокалорифер на 4 кіловат, також діє при запотівання і обмерзання лобового скла |
| Вентиляція (кабіна водія)                | через зсувні кватирки                                                                 |
| Лобове скло                              | розділено навпіл, склоочисники важільні                                               |

### Штанги і тролеї
| Максимально допустима висота контактної мережі (за яку може чіплятися тролейбус), мм    | 6000                                                                        |
| Мінімально допустима висота контактної мережі (за яку може чіплятися тролейбус), мм     | 4200                                                                        |
| Максимально допустиме відхилення тролейбуса від контактної мережі у будь-яку сторону, м | 4500                                                                        |
| Система штанговловлювання                                                               | механічна, вручну, штанги неконтрольовані при зходженні з контактної мережі |
| Приблизна довжина тролеїв, метри                                                        | 4.3…4.7                                                                     |

### Двигун
| Назва двигуна                                  | ДК-211БМУ2 (найчастіше)                      |
| Потужність, кіловат                            | 170                                          |
| Максимально обертів двигуна, тисяч/хв          | 3200                                         |
| Електропривод                                  | постійного струму                            |
| Напруга на токоприймачах, Вольт                | 550                                          |
| Бортова напруга, Вольт                         | 22                                           |
| Система керування тяговим електроустактуванням | тиристо-імпульсна або резисторно-контакторна |

### Рульове керування
| Тип керма                                                               | гвинт-гайка з гідропідсилювачем                                            |
| Передаточне число                                                       | 23.6                                                                       |
| Повний виверт керма з нейтрального положення у будь-яку сторону, оберти | 2.6…3.2                                                                    |
| Привод керування колесами задньої осі                                   | механічний від опори зчленування тягача за допомогою системи тяг і важелів |

### Ходові характеристики
| Ведучий міст                                                     | RABA 318.80         |
| Шини                                                             | камерні, бездискові |
| Максимальна швидкість руху при повному завантаженні, км/год      | 50                  |
| Максимальна швидкість руху при спорядженій масі, км/год          | 60                  |
| Розгін 0—40 км/год з повним салоном, не більш ніж, сек           | 25                  |
| Гальмівний шлях з 55 км/год при 50 відсотках завантаження, метри | 43                  |
| Уповільнення з 40 до 10 км/год за, сек                           | 15                  |

### Гальмівні системи
| Механізми гальмування       | барабанного типу |
| Робоча гальмівна система    | колісні гальмівні системи з пневматичним трьохконтурним приводом, усі колеса гальмують окремо при втиску педалі гальма в підлогу |
| Стояночна гальмівна система | ручне гальмо діє на колеса ведучого моста. Ця система є екстреною.                                                               |
| Допоміжна гальмівна система | електродинамічного рекуператорно-реостатного гальмування                                                                         |

## ЗіУ-683 в містах України
У невеликій кількості ці тролейбуси надходили у ряд міст України. Вони працювали або працюють у таких містах:
- Алчевськ  - у це місто у 1991 та 1996 роках надійшло 5 тролейбусів цієї моделі.
- Дніпропетровськ - у місто впродовж 1991-1993 років надійшло 17 таких тролейбусів.
- Донецьк - впродовж 1990-1992 років надійшло 10 тролейбусів цієї моделі. На сьогодні єдиний зберігається як музейний експонат.
- Запоріжжя - впродовж 1990-1992 років надійшло 11 тролейбусів.
- Кривий Ріг - впродовж 1991-1992 та у 1996 роках надійшло 20 тролейбусів.
- Кримський тролейбус - 1994 року отримано 3 тролейбуси, нині усі списані.
- Маріуполь - у 1992-93 роках надійшло 13 тролейбусів, більшість із яких нині списана.
- Суми - 1994 року надійшло 10 тролейбусів.
- Харків - у 1992 та 1994 роках надійшло 9 тролейбусів.
- Херсон - у 1992-94 роках надійшло 17 таких тролейбусів.
- Черкаси - впродовж 1991-1994 років надійшло 36 таких тролейбусів, тобто найбільше ніж деінде в Україні.

Отже, в Україну надійшло загалом 151 тролейбусів цієї моделі, з яких нині на балансі підприємств перебуває 102 тролейбуси.

## Цікаві факти про тролейбус
- іноді, ЗіУ-683 обрубали під ЗіУ-682.
- на деяких тролейбусах, що «дожили» дотепер можна побачити додаткове обладнання, що не було присутнє на серійних випусках, на них навіть встановлюються електронні маршрутовказівники, хоча переважно використовуються механічні.
- двері були невеликими і розсувними з невеликими одинарними віконними пройомами, як на автобусах ЛАЗ 695. Подвійні віконні пройоми були лише на передніх дверях.
- у Росії ці тролейбуси масово використовуються лише у Санкт-Петербурзі, у інших містах Росії одинично.

## Див.також
- ЗіУ-682
- ЗіУ-6205
- Тролза-6206 «Мегаполіс»